# Monte Mihara
El Monte Mihara (三原山 Mihara-yama?) es un volcán activo en la isla japonesa de Izu Ōshima. 

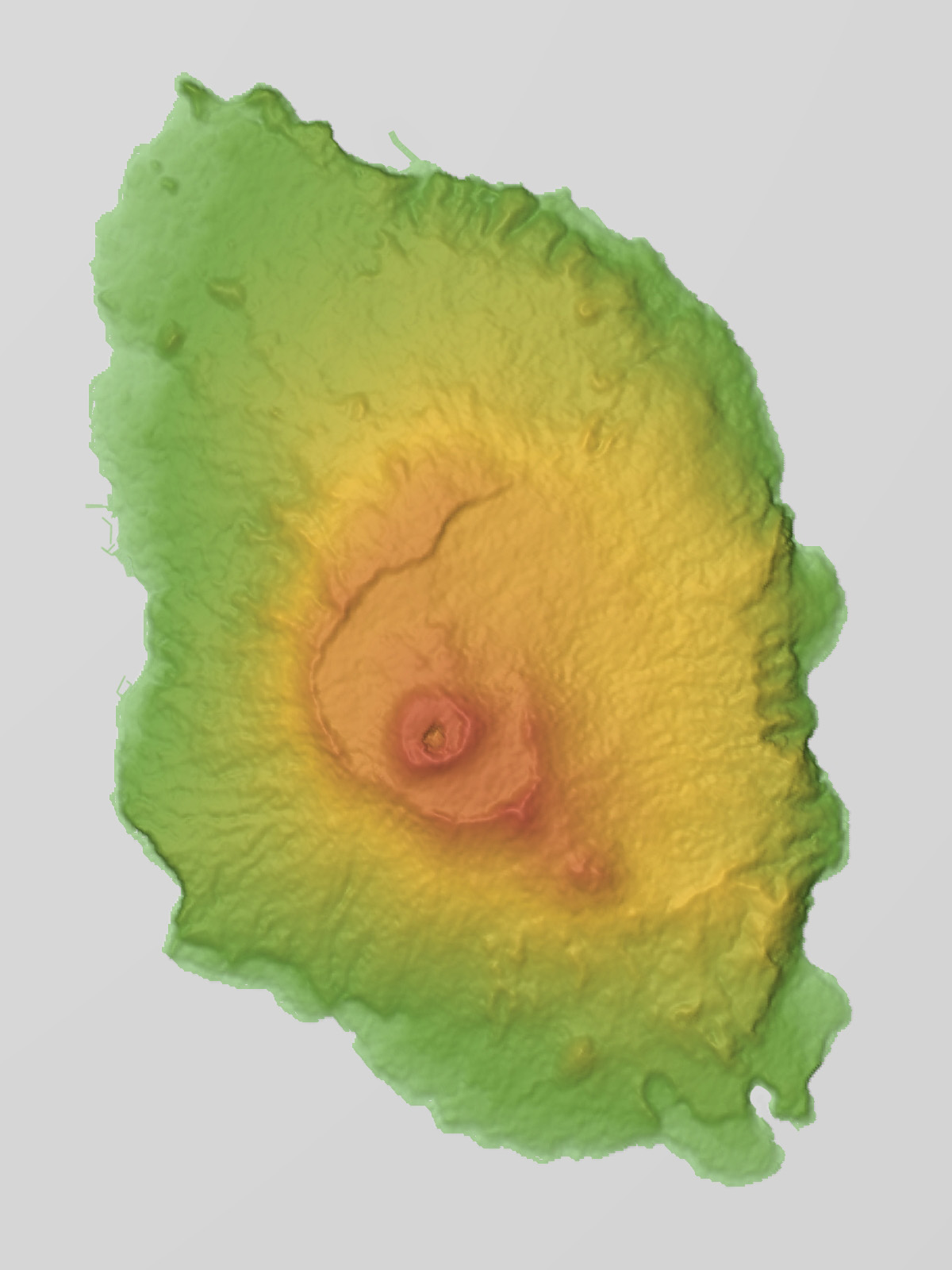
La isla Izu Ōshima con el volcán

## Erupciones

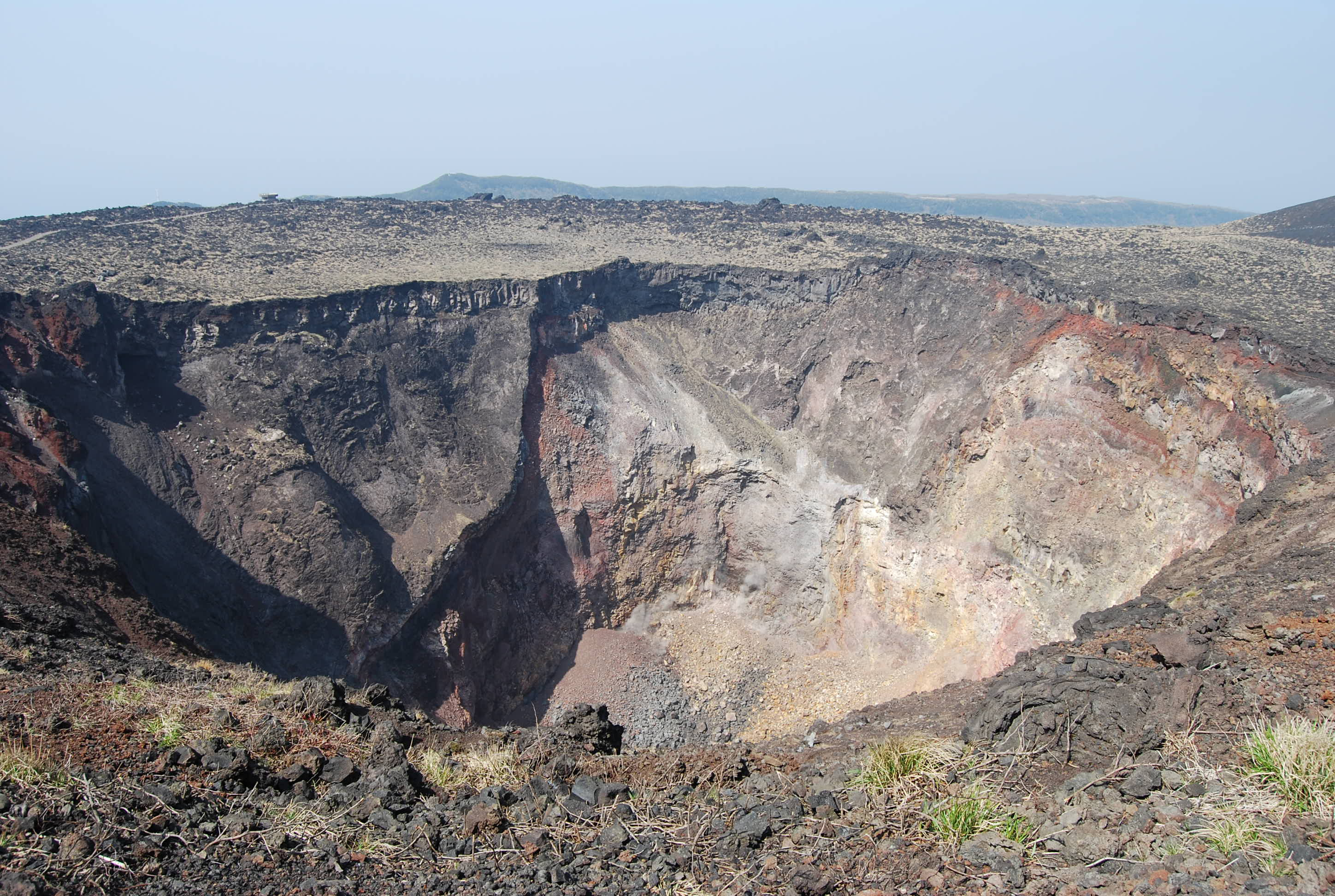
Caldera en la cima del monte

Aunque el volcán es predominantemente basáltico, sus mayores erupciones han ocurrido en intervalos de entre 100 y 150 años.
La mayor erupción de este volcán ocurrió en 1986 cuando las fuentes de lava llegaron a alcanzar una altura de 1,6 km. Aquella erupción tuvo una fuerza 3 en el índice de explosividad volcánica.
La erupción más reciente fue en 1990.

## Suicidio
Desde un punto cerca de la parte superior del cono, una vez fue posible saltar al cráter. Como resultado, el volcán se convirtió en un lugar popular para los suicidios. Desde la década de 1920, se han ido produciendo varios suicidios todas las semanas; de hecho más de seiscientas personas saltaron en 1936. Las autoridades finalmente erigieron una valla alrededor de la base de la estructura para frenar el número de suicidios.